# Històries gegants
Històries gegants és un programa de televisió documental de TV3, presentat per la periodista i cantant Sara Roy, dedicat a la imatgeria festiva: bestiari popular català, gegants i gegantons, nans i capgrossos.

## Concepte
Al voltant dels 10.000 esdeveniments que se celebren amb la presència de gegants i figures del bestiari popular a Catalunya, Històries gegants s'endinsa en aquest món i en les històries humanes que hi conflueixen. La primera temporada s'inicià el 4 de març del 2022 i constà de set capítols que s'emeteren els divendres a 1/4 d'11 pel Canal 33. A excepció del darrer dedicat a la Festa Major de Vilafranca del Penedès, tots els capítols pivotaren entorn un concepte ja fos la creació, la inspiració, la superació, l'amor, l'impuls i la lluita.
La producció comptà amb l'assessorament de Jan Gran, Xavier Cordomí, Amadeu Carbó, Maria Garganté, Bienve Moya, Montserrat Garrich i Carles Freixes.